# Silvestro, indiano molesto
Silvestro, indiano molesto (Tom Tom Tomcat) è un film del 1953 diretto da Friz Freleng. È un cortometraggio d'animazione della serie Merrie Melodies, distribuito negli Stati Uniti il 27 giugno 1953. È stato trasmesso in televisione coi titoli Arrivano gli indiani e, dagli anni ottanta, Per un pugno di piume.

## Trama
Nel West la Nonna e Titti stanno attraversando il deserto sul loro carro, quando cadono in un'imboscata da parte di un folto gruppo di gatti nativi americani, tra cui Silvestro. Fuggono in un forte deserto, dove la Nonna inizia ad abbatterli. I gatti escogitano vari sistemi per entrare nel forte, ma tutti falliscono o vengono sventati dalla Nonna e Titti che alla fine si travestono da donna pellerossa e conducono i gatti nella polveriera dicendo loro che si tratta di un passaggio segreto per il forte. Quando uno chiede un fiammifero, loro gentilmente lo accontentano e la polveriera esplode, facendo saltare in aria i gatti che poi piovono dal cielo.

## Distribuzione

### Edizione italiana
Il corto fu distribuito nei cinema italiani il 16 dicembre 1958 nel programma Cacio... amore e fantasia, in inglese sottotitolato; fu doppiato dalla S.A.S. nel 1965 per la trasmissione televisiva. Nel 1971 fu ridoppiato dalla Sinc Cinematografica in occasione di una riedizione di Cacio... amore e fantasia (intitolato Sylvester's Story). Il corto fu poi ridoppiato nuovamente per la televisione negli anni ottanta dalla Effe Elle Due sotto la direzione di Franco Latini su dialoghi di Maria Pinto.

### Edizioni home video

#### VHS
Italia
- Cacio, amore... e fantasia, 2ª parte (1985)[8]